# Beauce-la-Romaine
Beauce-la-Romaine é uma comuna francesa na região administrativa do Centro-Vale do Loire, no departamento de Loir-et-Cher. Estende-se por uma área de 136.51 km². Em 2010 a comuna tinha 3 563 habitantes (densidade: 26,1 hab./km²).
Foi criada em 1 de janeiro de 2016, a partir da fusão das antigas comunas de Ouzouer-le-Marché (sede da comuna), La Colombe, Membrolles, Prénouvellon, Semerville, Tripleville e Verdes.